# Sextante astronómico
Este artículo es sobre el Sextante usado en astrometría. Para el sextante usado en navegación ver sextante
El sextante astronómico se usa fundamentalmente para medir las posiciones de las estrellas. Actualmente han caído en desuso y han sido sustituidos por telescopios de tránsitos, técnicas astrométricas y satélites artificiales como Hipparcos.
Existen dos tipos de sextantes astronómicos, el instrumento mural y el instrumento en montura 

## Sextantes murales

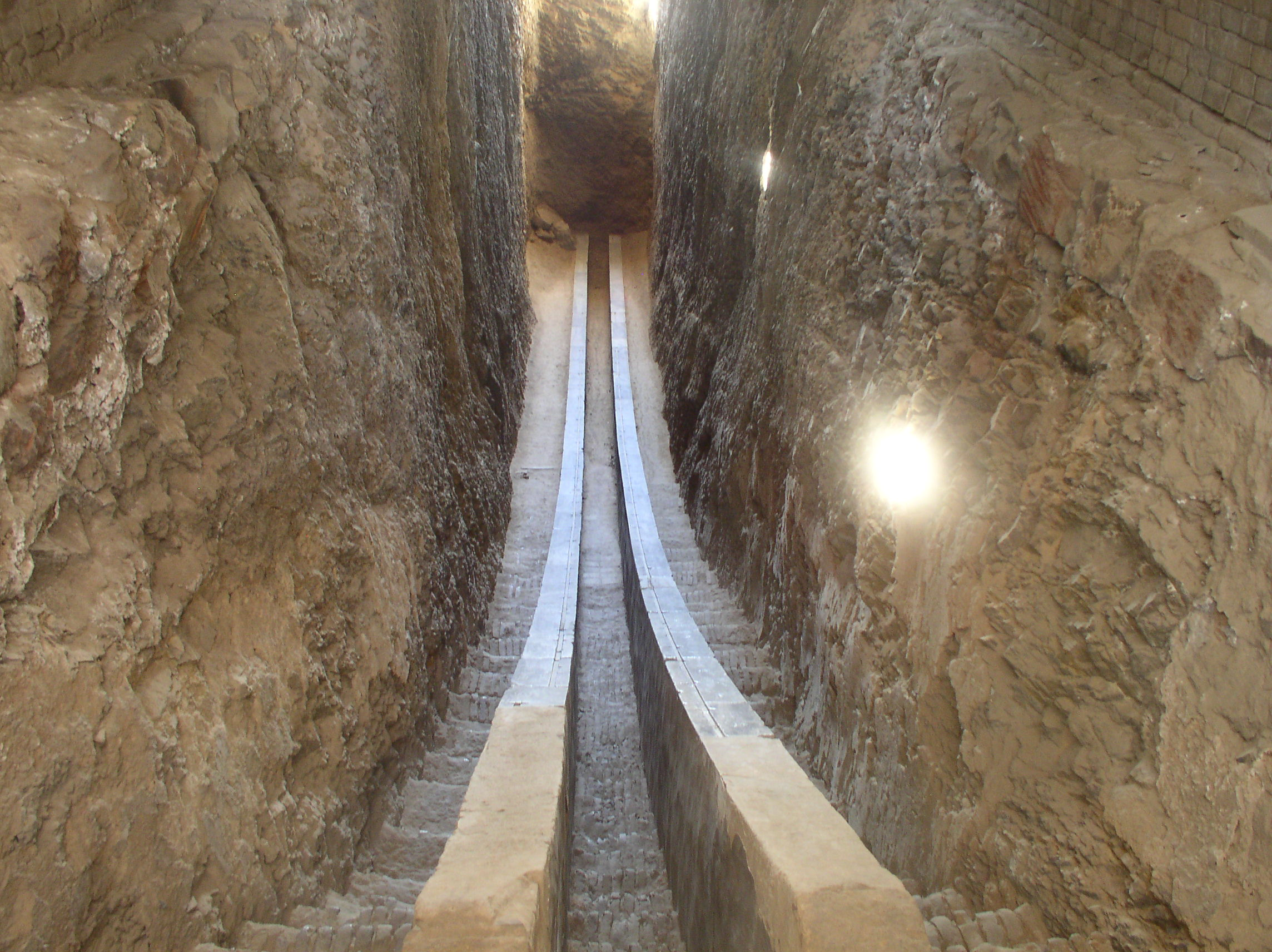
Sextante mural de Ulugh Beg, construido en Samarcanda, Uzbekistán durante el.

El sextante mural es un tipo de instrumento mural. Muchos fueron construidos de tal forma que eran feos cuadrantes más que sextantes. Los musulmanes del Medioevo se especializaron en construirlos, y se les atribuye ser los pioneros. 
El primer sextante mural conocido fue construido en Ray, Irán por Abu-Mahmud al-Khujandi en 994. Para medir la oblicuidad de la eclíptica, Al Khujandī inventó un instrumento que llamó sextante al-Fakhri (al-suds al Fakhrī), en referencia a su patrón, el soberano Buwayida, Fakhr al Dawla (976-997). La mayor mejora incorporada en el sextante al-Fakhri respecto a los instrumentos anteriores fue permitir la lectura de segundos de arco mientras que el resto de instrumentos solo permitían leer grados o minutos de arco.Esto fue confirmado por Al Birūni, al Marrākushī y al Kāshī. Este instrumento era un arco de sesenta grados en una pared alineado a lo largo de la meridiana (línea norte-sur). El instrumento de Al Khujandi era mayor que los instrumentos previos con un radio de en torno a los veinte metros.
Esto instrumento fue descubierto por Steffany
- Ulugh Beg construyó el sextante Fakhri que tiene un radio de 40,4 m, el mayor instrumento de su tipo en el siglo XVI. El arco fue construido finamente con una escalera a cada lado para permitir el acceso a los asistentes que realizaban las medidas.

## Sextantes de montura

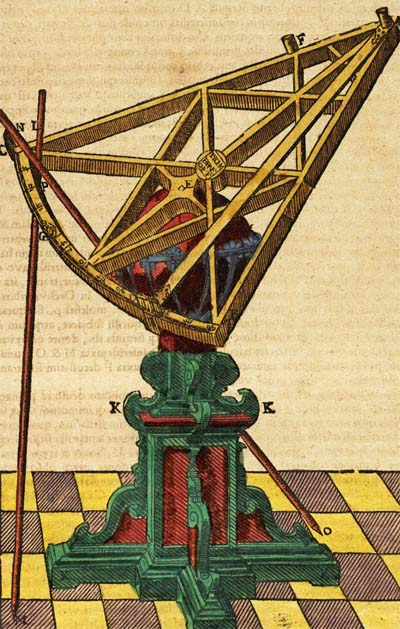
Sextante de Tycho Brahe usado para medir distancias angulares entre estrellas.

Un sextante basado en una gran montura metálica tiene la ventaja respecto al instrumento mural de que puede usarse en cualquier orientación. Esto permite realizar medidas de distancias anculares entre cuerpos astronómicos.
Estos instrumentos difieren sustancialmente de un sextante para navegación en que este último es un instrumento reflectante. El sextante para navegación utiliza espejos para llevar la imagen del sol, la luna o las estrellas al horizonte y así medir la altura del objeto. Debido al uso de espejos, el ángulo medido es dos veces la longitud del arco del instrumento. Entonces, el sextante para navegación mide hasta 120° usando un arco en el instrumento de 60°. En comparación, el sextante astronómico son grandes y miden los ángulos directamente - un arco de 60° medirá como mucho 60°.

### Construcción
Los grandes sextantes están hechos básicamente de madera, latón o una combinación de ambos. La montura es lo suficientemente pesada como para mantenerse firme y permitir medidas precisas sin flexiones que puedan comprometer la calidad de las observaciones. La montura se sitúa en una estructura que la mantiene en posición mientras se utiliza. En algunos casos, la posición del sextante tiene que ajustarse para permitir medidas en cualquier orientación. Debido al tamaño y peso del instrumento es necesario poner atención en el equilibrado para permitir moverlo con facilidad. 
Las observaciones se hacían típicamente con una alidada aunque las versiones más modernas usaban un telescopio. En algunos casos, un sistema de contrapesos y poleas permitía manipular el instrumento al observador a pesar de su tamaño.

### Uso

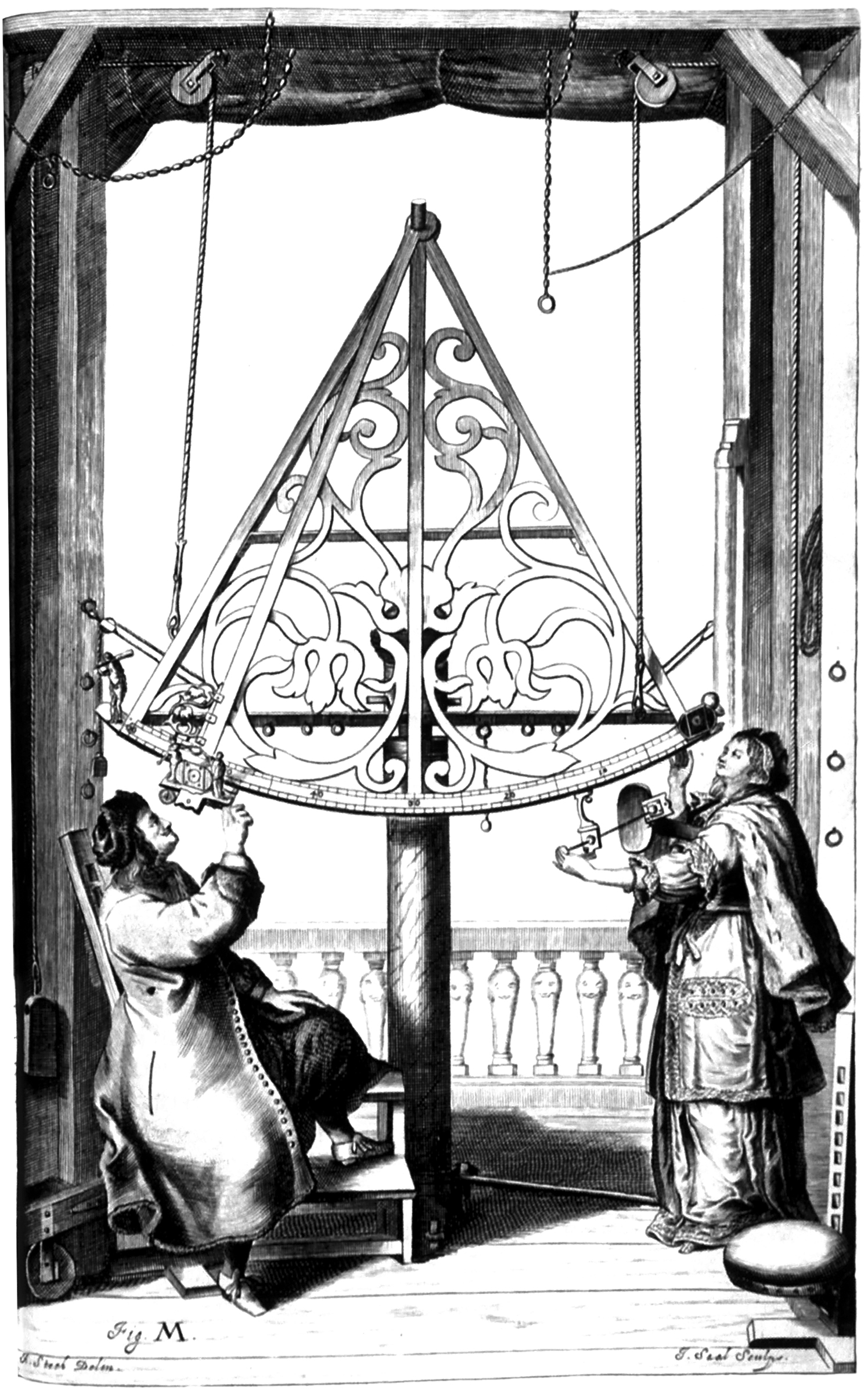
Johannes y Elisabetha Hevelius observando con el sextante.

Estos instrumentos se usan prácticamente como los instrumentos más pequeños, con mayor esfuerzo debido al mayor tamaño. Algunos de los instrumentos podían necesitar más de una persona para manejarlos.
Si el sextante permanecía fijo en una posición, solo era necesario determinar la posición de la alidada o de un índice similar. En ese caso, el observador movía la alidada hasta que el objeto de interés estaba centrado en la línea de visión y entonces leía la graduación marcada en el arco.
Para instrumentos que podían moverse el proceso era más complejo. Era necesario mirar el objeto con dos líneas. El borde del instrumento solía tener una mira y el instrumento era alineado con uno de los dos objetos de interés. Entonces la alidada se alineaba con el segundo objeto. Cuando cada objeto era centrado en una mira se podía realizar la medida.

### Sextantes de montura famosos
- Tycho Brahe usó un sextante para muchas de sus medidas astronómicas.
- Johannes Hevelius usó un sextante con una mira particularmente ingeniosa para permitir medidas precisas de las posiciones de las estrellas.
- John Flamsteed, el primer Astrónomo Real usó un sextante en el Real Observatorio de Greenwich